# Халкидон (село)
Халкидо́н — село в Черниговском районе Приморского края. Входит в Сибирцевское городское поселение.

## География
Село Халкидон стоит на правом берегу реки Илистая.
К селу Халкидон на запад от автотрассы «Уссури» идут две дороги: между Сибирцево и Высокое (от Сибирцево до села Халкидон около 10 км), и от села Высокое (через станцию Халкидон, до Высокого около 4 км, до Черниговки около 18 км).
В 1943 году, когда шла война, в селе Халкидон была открыта метеостанция, сейчас это одна из крупнейших гидрологических станций Приморского края, поэтому все климатические характеристика по селу являются точными и достоверными. Село расположено в умеренном климатическом поясе, тип климата муссонный в жарком, умеренно влажном климатическом районе. Среднегодовая температура воздуха составляет 3,6 °C, самый теплый месяц август — 20,9 °C, самый холодный — январь — −17,8 °C. Абсолютный минимум температур −41,8 °C, наблюдался в январе 1954 года, абсолютный максимум +37,1 °C — в августе 1949 года. Сумма активных температур > 10 °C за период вегетации составляет 2000—2400 °C. Продолжительность вегетационного периода 188 дней. Осадки выпадают в основном летом и среднегодовая сумма составляет 617 мм. Коэффициент увлажнения 1,6-2,0.
Тип растительности разнотравно-вейниковые переувлажненные луга с ивняком. В сопках растет дуб, клён, абрикос, встречается орех маньчжурский. Животный мир связан с болотами и переувлажненными лугами. Водно-болотные птицы — утки, цапли и другие. На полях встречаются косули, енотовидная собака, фазаны, зайцы бегают по сопкам, часто село посещают колонки, камышовый кот. Кроме этого в село приходят лисы, однажды приходили медведь и тигрёнок, в разное время, конечно.
Почвы в селе лугово-бурые оподзоленные тяжелосуглинистые, с гумусовым горизонтом 20-24 см. Почвы плодородные, в садах и огородах сельчан растёт всё — виноград, яблони, абрикос, груша, вишня, смородина, крыжовник, малина и многое другое. На фермерских полях выращивают сою, пшеницу, овес, различные овощи, картофель, арбузы, дыни.

## Население
| 1897 | 1900  | 1912  | 1915  | 1926  | 2002 | 2008 |
| ---- | ----- | ----- | ----- | ----- | ---- | ---- |
| 818  | ↗1186 | ↗1640 | ↗1946 | ↗2181 | ↘823 | ↘771 |
| 2010 |       |       |       |       |      |      |
| ↘667 |       |       |       |       |      |      |

По данным переписи 1926 года по Дальневосточному краю, в населённом пункте числилось 425 хозяйств и 2181 житель (1118 мужчин и 1063 женщины), из которых преобладающая национальность — украинцы (231 хозяйство).

## Известные уроженцы, жители
Алина Демьяновна Макеева (18 ноября 1935, Халкидон, Приморский край, РСФСР, СССР) — советский и российский библиотековед. Директор Российской государственной библиотеки для слепых (1985—2008).

## Экономика
- Жители занимаются сельским хозяйством.
- В окрестностях села Халкидон находятся детские летние оздоровительные лагеря.